# Bobby Day
Bobby Day, pseudonimo di Robert James Byrd (Forth Worth, 1º luglio 1928 – 27 luglio 1990), è stato un cantautore statunitense.
Nato nel Texas, ma trasferitosi quindicenne in California, entra a fa parte di un gruppo R&B/doo-wop, The Hollywood Flames con lo pseudonimo di Bobby Day. Ne fuoriesce con Earl Nelson e forma il duo Bob & Earl con cui avrà un discreto successo locale. 
Nel frattempo scrive canzoni, e nel 1957 forma un proprio gruppo: i Satellites. Il suo brano Over and Over sarà portato al numero 1 della classifica di Billboard nel 1965 dal gruppo inglese della British invasion, Dave Clark Five, mentre un altro brano Little Bitty Pretty One raggiunge il 6º posto nel 1957 cantato da Thurston Harris, sarà in seguito oggetto di cover da tantissimi artisti tra cui: Frankie Lymon, Michael Jackson, Cliff Richard, Huey Lewis & the News.
Ma Bobby Day è ricordato soprattutto per il brano Rockin' Robin scritto da Leon René che raggiunse il secondo posto nei singoli nel 1958 e ricevette il disco d'oro.

## Discografia

### Album/Raccolte
- 1959 - Rockin' with Robin (Class – LP-5002), pubblicato in Giappone, Europa, Canada e Stati Uniti d'America
- 1984 - The Best of Bobby Day (Rhino – RNDF 208), pubblicato negli Stati Uniti d'America
- 1987 - Rockin' Robin (Ace – CH 200), pubblicato in Germania, Canada, Regno Unito e Stati Uniti d'America
- 1989 - The Hollywood Flames - The John Dolphin Sessions con The Turks e The Voices (Earth Angel – JD-905), pubblicato in Svezia
- 1994 - The Great Bobby Day (Great Music – GREAT 007)
- 1994 - "Rockin' Robin" A Golden Classics Edition (Collectables – COL-C-5074), pubblicato negli Stati Uniti d'America
- 1994 - Rockin' Robin (Wise Buy – Wise 004), pubblicato in Francia
- 2001 - The Best of Bobby Day (Varèse Vintage – 302 066 249 2), pubblicato negli Stati Uniti d'America
- 2002 - Rockin' Robin (Ace - CDCHD 834), pubblicato nel Regno Unito
- 2016 - The Very Best of Bobby Day (One Day Music – DAY2CD314), pubblicato in Europa
- 2021 - The Bobby Day Story (1952-62) (Jasmine Records – JASCD1077), pubblicato nel Regno Unito

### Singoli/EP
- 1957 - Come Seven/So Long Baby (Class – 207), pubblicato negli Stati Uniti d'America
- 1958 - Honeysuckle Baby/Sweet Little Thing (Class – 220), pubblicato negli Stati Uniti d'America e Canada
- 1958 - Little Turtle Dove/Saving My Life For You (Class – 225), pubblicato negli Stati Uniti d'America e Canada
- 1958 - Rock-In Robin/Over and Over (Class – 229), pubblicato negli Stati Uniti d'America, Regno Unito, Australia, Canada e Giamaica
- 1958 - The Bluebird, The Buzzard & The Oriole/Alone Too Long (Class – 241), pubblicato negli Stati Uniti d'America, Regno Unito, Australia, Nuova Zelanda e Germania
- 1958 - Honeysuckle Baby/Sweet Little Thing (Class – 220), pubblicato negli Stati Uniti d'America e Canada
- 1959 - That's All I Want/Say Yes (Class – 245), pubblicato negli Stati Uniti d'America e Canada
- 1959 - Mr. & Mrs. Rock-'N-Roll/Gotta New Girl (Class – 252), pubblicato negli Stati Uniti d'America, Canada, Australia e Nuova Zelanda
- 1959 - Aint Gonna Cry No More/Love Is A One Time Affair (Class – 255), pubblicato negli Stati Uniti d'America, Regno Unito, Australia e Nuova Zelanda
- 1959 - Unchained Melody/Three Young Rebs from Georgia (Class – 257), pubblicato negli Stati Uniti d'America
- 1959 - My Blue Heaven/I Don't Want To (Class – 263), pubblicato negli Stati Uniti d'America, Regno Unito e Nuova Zelanda
- 1959 - The Bluebird, The Buzzard & The Oriole/Alone Too Long/Little Bitty Pretty One/Sweet Little Thing (Heliodor – 46 3016), pubblicato in Francia e Germania
- 1959 - My Blue Heaven (London American Recordings – HLY 9044), pubblicato nel Regno Unito
- 1959 - Unchained Melody/Three Young Rebs from Georgia (Regency – R-813X), pubblicato in Canada
- 1959 - Rockin' Robin/Beep Beep Beep/Over and Over/Little Turtle Dove (Prestige Records – PEP 2060), pubblicato in Nuova Zelanda
- 1960 - Teenage Philosopher/Undecided (Rendezvous Records – R-130), pubblicato negli Stati Uniti d'America
- 1960 - Gee Whiz/Over and Over (Rendezvous Records – R-136), pubblicato negli Stati Uniti d'America, Regno Unito e Australia
- 1960 - Over and Over (Top Rank International – 75 208), pubblicato in Germania
- 1961 - Life Can Be Beautiful/I Need Help (Rendezvous Records – R-146), pubblicato negli Stati Uniti d'America
- 1961 - What Fools We Mortals Be/King's Highway (Rendezvous Records – R-158), pubblicato negli Stati Uniti d'America
- 1962 - Slow Pokey Joe/Undecided (Rendezvous Records – R-162), pubblicato negli Stati Uniti d'America
- 1962 - Oop-I-Du-Pers Ball/Don't Worry 'Bout Me (Rendezvous Records – R-167), pubblicato negli Stati Uniti d'America
- 1963 - Another Country, Another World/Know It All (RCA Victor - 47-8133), pubblicato negli Stati Uniti d'America
- 1963 - Down on my Knees/Jole Blon (Little Darlin') (RCA Victor - 47-8230), pubblicato negli Stati Uniti d'America e Australia
- 1963 - Little Bitty Pretty One (Oldies 45 – OL 54), pubblicato negli Stati Uniti d'America

### Apparizioni
- 1964 - KMAKe Rebounds con Rockin’ Robin (Kmake Rebounds – #k/make-134), pubblicato negli Stati Uniti d'America
- 1986 - Dick Clark's Rock Roll & Remember con Rockin’ Robin (United Stations Programming Network), pubblicato negli Stati Uniti d'America
- 1987 - 100 Greatest Hits - RockNRoll con Rock in Robin (Metacom), pubblicato negli Stati Uniti d'America
- 1988 - Purple People Eater con Rockin’ Robin (AJK Music – A 227-1), pubblicato negli Stati Uniti d'America e Canada
- 1988 - Cruisin' America con Rockin’ Robin (AJK Music – A 227-1), pubblicato negli Stati Uniti d'America e Canada
- 1992 - American Me con Rockin’ Robin (Virgin Movie Music – CDVMM10), pubblicato negli Stati Uniti d'America e Europa
- 1994 - The Great 50's con Rockin’ Robin (Great Music] – HRCD 80750), pubblicato nel Regno Unito
- 1995 - Ven 45 Jaar De Mooiste Hits Uit The Fifties con Rockin’ Robin (Disky Special Products – DSPCD 184), pubblicato nei Paesi Bassi
- 1998 - Teen Idols con Rock in Robin (CBS Radio Programs – CA 88-08), pubblicato negli Stati Uniti d'America
- 2001 - Rock & Roll Greatest Hits The Essential Collection con Little Bitty Pretty One (Cosmopolitan – 40389-2), pubblicato in Francia
- 2006 - Roots of Rock 'N Roll con Rockin’ Robin (Vintage Vaults - VAU 73862] – HRCD 80750), pubblicato negli Stati Uniti d'America
- 2014 - Now That's What I Call Wiffmas! con Rockin’ Robin (Skeewiff Self-released), pubblicato nel Regno Unito
- xxxx - Silly Songs con Rockin’ Robin (K-Tel – NA 559), pubblicato in Australia
- xxxx - 50's Greatest Hits Rock N Roll con Rockin’ Robin e Little Bitty Pretty One (Madacy Entertainment – TWW-2-9025), pubblicato in Canada
- xxxx - Oldies But Goodies Vol. 9 con Over and Over (Original Sound – S8-232), pubblicato negli Stati Uniti d'America
- xxxx - 20 Super Rock'n'Roll Hits con Rockin’ Robin (Capriole – 29 642 6), pubblicato in Germania
- xxxx - Rock Explosion con Rockin’ Robin (Impact Music Promotions – BC 229), pubblicato in Canada
- xxxx - Blast from the Past con Rockin’ Robin (Creole Records Ltd. – CRXCD16), pubblicato nel Regno Unito
- xxxx - The Original Hits Vol. 2 con Little Bitty Pretty One (Rondo – R-2014), pubblicato negli Stati Uniti d'America
- xxx - Do You Wanna Dance con Rockin’ Robin (J&B Records – JB 246), pubblicato in Australia